# Yoga

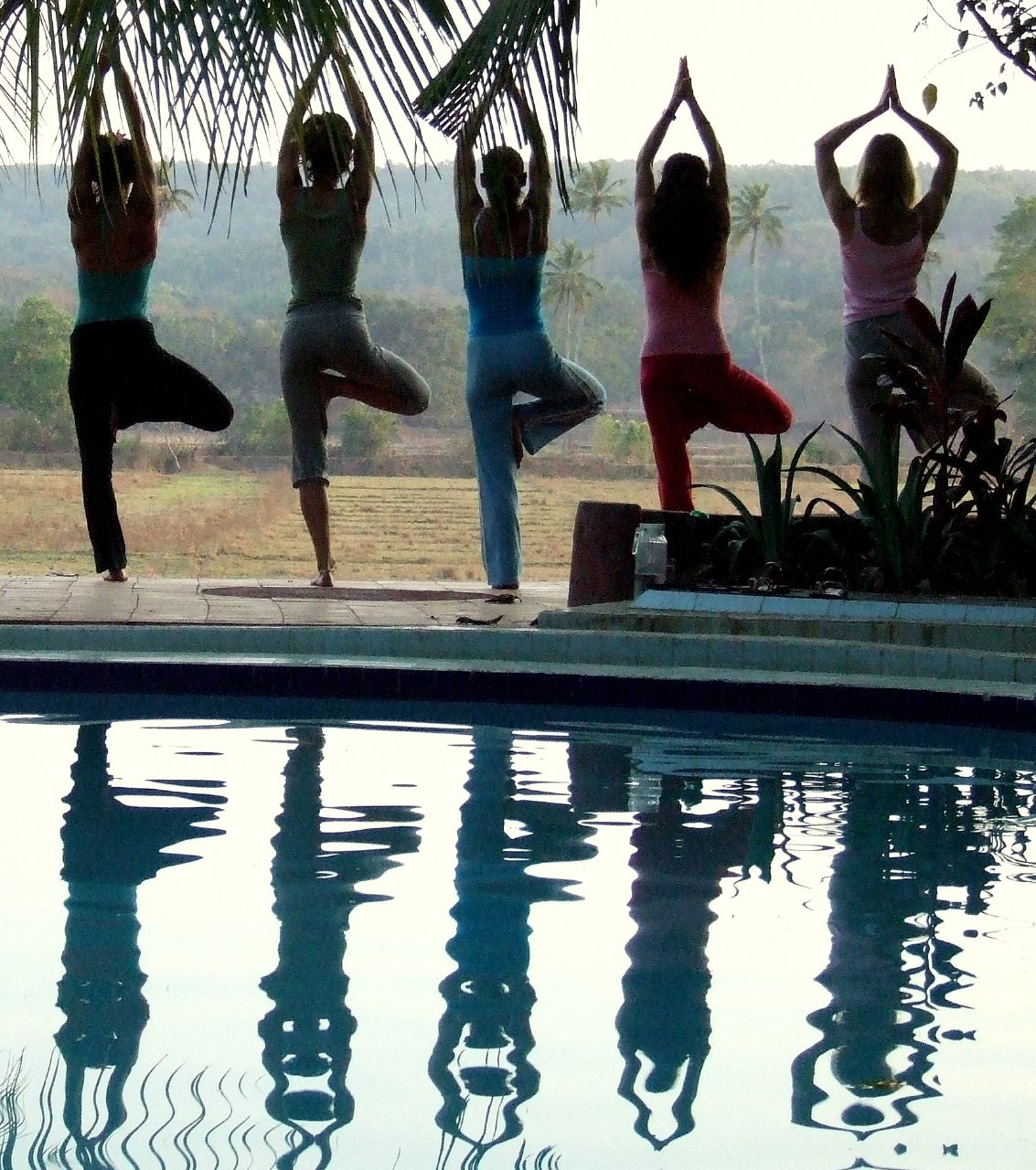
Yogaübung Vrikshasana in der Gruppe

Yoga – (Sanskrit योग IAST yoga männlich; von yuga ‚Joch‘, yuj für: ‚anjochen, zusammenbinden, anspannen, anschirren‘) ist eine aus Indien stammende philosophische Lehre, die eine Reihe geistiger und körperlicher Übungen bzw. Praktiken wie Yama, Niyama, Asanas, Pranayama, Pratyahara, Kriyas, Meditation und Askese umfasst. Der Begriff Yoga kann sowohl „Vereinigung“ oder „Integration“ bedeuten, als auch im Sinne von „Anschirren“ (Anschirrung, vgl. „jochen“) und „Anspannen“ des Körpers an die Seele zur Sammlung und Konzentration bzw. zum Einswerden mit dem Bewusstsein verstanden werden. Da jeder Weg zur Selbsterkenntnis als Yoga bezeichnet werden kann, gibt es im Hinduismus zahlreiche Namen für die verschiedenen Yoga-Wege, die den jeweiligen Veranlagungen der nach Selbsterkenntnis Strebenden angepasst sind.
Yoga ist eine der sechs klassischen Schulen (Darshanas) der indischen Philosophie. Es gibt viele verschiedene Formen des Yoga, oft mit einer eigenen Philosophie und Praxis. In Europa und Nordamerika wurden bis vor kurzem unter dem Begriff Yoga oft nur körperliche Übungen verstanden – die Asanas oder Yogasanas – und der Begriff somit weitgehend mit Hatha Yoga gleichgesetzt.
Einige meditative Formen von Yoga legen ihren Schwerpunkt auf die geistige Konzentration, andere mehr auf körperliche Übungen und Positionen sowie Atemübungen (Pranayama), andere Richtungen betonen die Askese. Die philosophischen Grundlagen des Yoga wurden vor allem von Patanjali im Yogasutra zusammengefasst, auch die Bhagavad Gita und die Upanishaden informieren über Yoga.
Yoga, wie er im Westen gelehrt wird, beruht auf einer modernen Form, die ab Mitte des 19. Jahrhunderts entstanden ist, oft gekennzeichnet durch eine Übernahme westlicher esoterischer Ideen, westlicher Psychologie, „mystischer Psychotechnik“, physischen Trainings und wissenschaftlicher Annahmen durch englischsprachige und westlich ausgebildete Inder. In diesen Fällen stellt moderner Yoga eher eine New-Age-Lebenseinstellung dar als eine Form hinduistischer Spiritualität. Traditioneller, indischer Yoga unterscheidet sich grundsätzlich vom westlichen, modernen Yoga und enthält sehr viel komplexere Lehren und Praktiken als die modernen Formen.
Der Yoga-Praktizierende und insbesondere ein Meister des Yoga wird Yogī bzw. Jogi (Sanskrit योगी) oder Yogin (योगिन्) genannt. Die weibliche Form ist Yoginī (योगिनी), was allerdings auch „Zauberin“ bedeutet (siehe Yogini).
Am 1. Dezember 2016 wurde Yoga als Immaterielles Weltkulturerbe der UNESCO anerkannt.

## Etymologie
Im Sanskrit meinte das Wort yoga vor 3000 Jahren ursprünglich das Anschirren oder Anjochen der Zugtiere vor einen Wagen. Die Sanskrit-Verb-Wurzel yuj verweist auf einen alten indogermanischen Wortstamm, der sich heute noch in vielen europäischen Sprachen findet: Altgriechisch ζεῦγος oder ζυγός ‚zygós‘, lateinisch iugum, französisch joug, italienisch giogo, spanisch yugo, englisch yoke und deutsch Joch. Dabei liegt die Urbedeutung der Wurzel yuj im Anspannen der Zugtiere oder im Einspannen unter das Joch. Die indogermanische Verbalwurzel yuj wird auch ieu geschrieben und meint anschirren, zusammenbinden, verbinden. Davon wurden althochdeutsch joh, gotisch juk, mittelhochdeutsch joch, schwedisch ok und altindisch yugá, yugá-m oder yóga-h abgeleitet.
Im übertragenen Sinn wollte man später mit dem Wort Yoga das Anjochen der menschlichen Sinne und Triebe an den „Wagen des Geistes“ ausdrücken. In der Katha-Upanishad (Kapitel 1, Valli 3, Vers 4) wurden die fünf menschlichen Sinne (Sehen, Hören, Riechen, Schmecken, Tasten) mit den unterjochten Zugtieren gleichgesetzt („die Sinne nennen sie Rosse“). Yoga wurde (als Geistes-Technik) zum Mittel der Beherrschung der Sinne und Gedanken.
Im Bhagavad-Gita findet sich eine Weiterentwicklung: „Wenn alle anderen Aktivitäten zurück gehalten werden und der Geist stetig in Shiva gehalten wird, dies nennt man kurzgefasst Yoga.“ Im Tantrismus sind Yoga als Anjochung des empirischen Bewusstseins an das transzendente Bewusstsein und Bhoga als Genuss, Lebensfreude und Lebensleid das gleiche.

## Geschichte

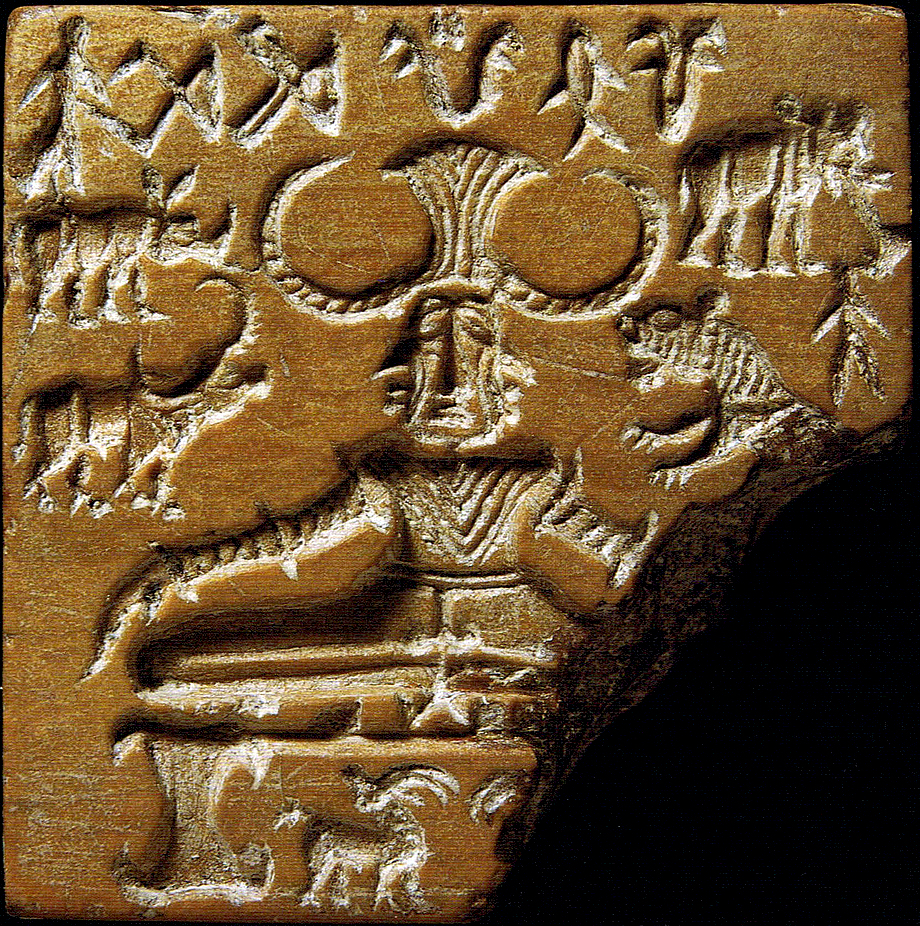
Das „Mohenjo-Daro Siegel 420“ aus der Blütezeit der bronzezeitlichen Indus-Zivilisation, die Zentralfigur zeigt eine ithyphallische Figur auf einem Thron in einer Sitzhaltung, bei der sich die Fersen berühren und die Zehen nach unten deuten.

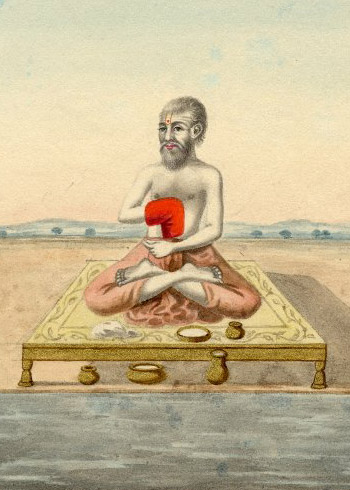
Kapila, ein Weiser aus der Mythologie der Vedischen Hochkultur, gilt als der Urheber des Bhakti-Yoga. Aquarell aus dem 19. Jahrhundert.

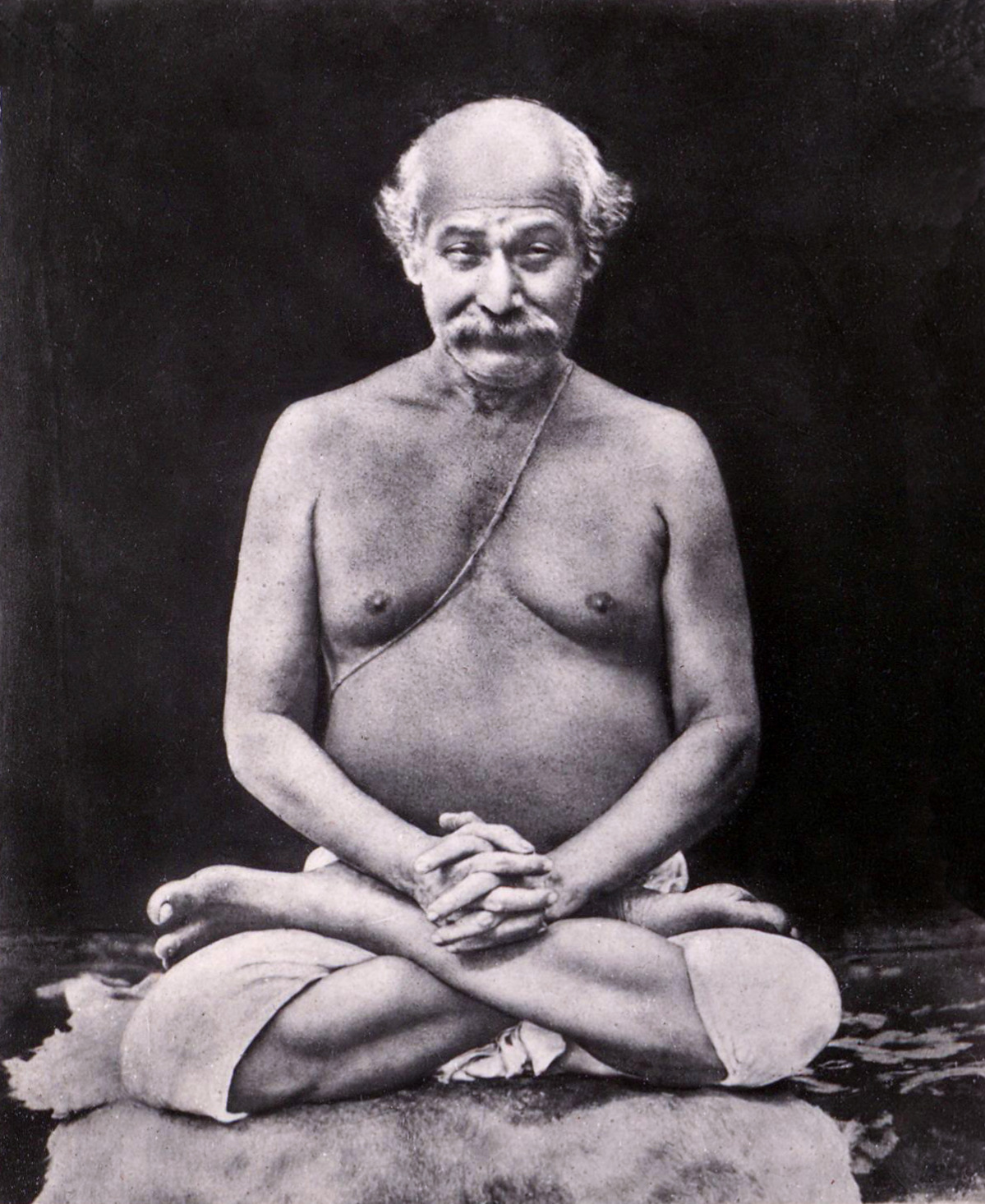
Lahiri Mahasaya (1828–1895) im Lotussitz. Foto aus dem Buch von Paramahamsa Yogananda „Autobiographie eines Yogi“.

Bereits die älteren Upanishaden (ca. 700 v. Chr.) beschreiben Atemübungen und das Zurückziehen der Sinne (Pratyahara) in den Atman als Hilfsmittel der Meditation (Dhyana). Die mittleren Upanishaden, die um 400 v. Chr. entstanden, erwähnen mehrfach den Begriff Yoga und auch die wesentlichen Elemente des späteren Yoga-Systems. Der Yoga stand hierbei in enger Verbindung mit den Theorien, wie sie das philosophische System des Samkhya entwickelte, und bildete seine praktische Weiterführung.
Im indischen Epos Mahabharata um ca. 300 v. Chr. nimmt der Yoga bereits einen bedeutenden Platz ein und wird als praktisches Gegenstück zum theoretischen Sânkhya erwähnt. Während im Mahabharata und in den älteren Puranas der Weise (rishi) Kapila und andere als Begründer des Yogas genannt werden, erscheint an dieser Stelle in jüngeren Puranas Patanjali. Es darf jedoch angenommen werden, dass Patanjali die überlieferten Yoga-Lehren aus der Zeit zwischen dem 2. Jahrhundert v. Chr. und 4. Jahrhundert n. Chr. zusammenfasste. Sein Werk besteht aus 194 kurzen, auf vier Bücher verteilten Merksprüchen (Sutras).
Die klassischen indischen Schriften beschreiben vier Yogawege:
- Raja Yoga nennen sich die meditativ orientierten Stufen des Achtgliedrigen Yoga nach Patanjali (auch Ashtanga Yoga genannt: „Ashta“ = acht,[14] „Anga“ = Teile[15]).
- Jnana Yoga (Yoga der Erkenntnis, intellektuelle Richtung)
- Karma-Yoga (Yoga der Tat, des selbstlosen Handelns)
- Bhakti-Yoga (Yoga der Liebe/Verehrung/Hingabe an Gott oder eine Ishtadevata)

Der fünfte bedeutende Yogaweg, der sich zwischen dem 13. und 14. Jahrhundert etablierte, ist das Hatha-Yoga (Yoga der Kraft oder des Impulse).
Ergänzend kann man noch folgende Systeme hinzurechnen:
- Mantra Yoga
- Laya Yoga
- Kundalini-Yoga[16]

Ursprünglich war Yoga ein rein spiritueller Weg, der vor allem die Suche nach Erleuchtung durch Meditation zum Ziel hatte. Die vielen Asanas entstanden erst im Laufe der Zeit. Ihr vorrangiges Ziel ist, den Körper so zu kräftigen und zu mobilisieren, dass er möglichst beschwerdefrei über einen längeren Zeitraum im Meditationssitz – z. B. Lotossitz – verweilen kann. Mit der Zeit erkannte man immer mehr die positive Wirkung der körperlichen Übungen auf das gesamte Wohlbefinden des Menschen. Die Asanas wurden weiterentwickelt, und die körperliche Betätigung im Yoga bekommt in unserer Zeit einen immer höheren Stellenwert. Einen ersten Niederschlag findet diese Entwicklung in der Entstehung des Hatha Yoga. Die „Hathapradipika“, ein Text aus dem 15. Jahrhundert, legt die Techniken dar, die den Körper als effektives Mittel zum Erreichen der existentiellen und spirituellen Ziele des Yoga einbeziehen.
Nachdem Vasco da Gama 1498 den Seeweg nach Indien entdeckt hatte, betrieben die Portugiesen zwar Handelsgeschäfte, verzichteten jedoch weitgehend auf christliche Missionierungsversuche. Die ab 1539 zunächst in Gestalt von Jesuitenmönchen aus Portugal nach Indien kommenden Missionare lehnten Yoga als Ausprägung des Hinduismus und damit als heidnisch ab. Ausgehend von Goa, der „Hauptstadt des Christentums in Asien“, hatten sich bis 1774 alle unter portugiesischer Herrschaft lebenden Inder der christlichen Religion zuzuwenden. Auch englische Kolonialherren (1756–1947) waren dem Yoga gegenüber wenig offen. Yoga wurde als ein Teil der indischen Kultur angesehen, die durch das englische Wertesystem zu ersetzen sei. Britische Missionare verbreiteten die anglikanische oder andere protestantische Konfessionen.
Am 21. Juni wird der Tag des Yoga begangen.

## Yoga-Philosophie

### Wurzeln
Da Yoga ursprünglich aus Indien stammt, liegen die Wurzeln der Yoga-Philosophie im Hinduismus und Teilen des Buddhismus. Das Individuum wird hier als ein Reisender im Wagen des materiellen Körpers gesehen. Der Wagen ist der Körper, der Kutscher der Verstand, die fünf Pferde die fünf Sinnesorgane, der Fahrgast die Seele, und das Geschirr heißt im Indischen „Yoga“. Die ältesten Aufzeichnungen finden sich in den Upanishaden. Der wichtigste Quelltext des Yoga ist das Yoga-Sutra des Patanjali.
Zur Veranschaulichung:
Die ersten vier Sūtren des Patanjali, die den Kern des Yoga geben und eine Art Mantra darstellen, lauten:
1. Atha yoga-anuśāsanam; wörtlich: „Nun die Yogadisziplin.“
Gemeint ist eine Art absolutes Jetzt, denn Dinge der Vergangenheit, ihr Wesen, seien es auch Gewohnheiten, sollen abgestreift werden. Dies meint ebenso Traditionen. „Aber es ist eine Tatsache, daß der Yoga sich gegen die konventionelle Bedeutung von Worten wendet. Er verwirft sogar vergangene Erfahrungen und ihre Versprachlichung (I 15).“ Die Begründung dafür findet sich in der 4. Sūtra.
2. Yogaś citta-vṛtti-nirodhaḥ; wörtlich: „Yoga ist das Aufhören (oder: Verhindern, oder: Kontrolle) der Geisteswendung.“
Sinngemäß: Yoga ist jener innere Zustand, in dem die seelisch-geistigen Vorgänge zur Ruhe kommen. Nirodhah verweist auf das Verlangsamen und Innehalten der (leiderzeugenden) Wirbelbewegungen (vṛtti) in unserem leiblichen Dasein (citta, im Sinne des menschlichen, verkörperten Geistes).
3. Tadā drastuḥ svarūpe'vasthānam; wörtlich: „Dann ruht der Betrachter in der Eigenform.“
Anders gesagt: Dann nimmt das sehende Prinzip (draṣṭṛ) – das beobachtende Denken, das jedem von uns innewohnt – in seiner Wesensnatur (svarūpa, leere Selbstform) Platz.
4. Vṛtti-sārūpyam itaratra; wörtlich: „Ansonsten Wendungsverformung.“
Sinngemäß: Alle anderen inneren Zustände sind bestimmt durch die Identifizierung mit den seelisch-geistigen Vorgängen: „Wenn man immer noch an der Vergangenheit hängt, aus der man Hoffnung auf die Zukunft projiziert, wird man nie fähig sein, eine sinnvolle Beziehung zu Yoga herzustellen“. Der Begriff vṛtti verweist auf „eine Tätigkeit, die in den festen Bahnen der Gewohnheit und Konvention abläuft und die daher der Vergangenheit verhaftet ist“

### Bhagavad-Gita
Die Kapitelüberschriften in der Bhagavad-Gita geben jeweils eine besondere Form des Yoga an, zum Beispiel Karma-Yoga oder Jnana-Yoga. Sie vermitteln dem Praktizierenden für das Verständnis des Yoga wichtige philosophisch-spirituelle Hintergründe. Unter anderem enthalten sie ethische Unterweisungen, die etwa die Yamas und Niyamas verdeutlichen. In dem Text geht es um Karma – das hinduistische und buddhistische Prinzip von Ursache und Wirkung –, um Reinkarnation, Meditation, Dharma, Selbsterkenntnis und glaubensvolle Liebe. Der Text verwendet oft bildhafte Darstellungen. So können die feindlichen Verwandten, die Arjuna bekämpfen sollen, als ein Sinnbild für die Kleshas interpretiert werden, von denen sich der Yogi (derjenige, der Yoga praktiziert), reinigen soll.
Darüber hinaus enthält die Bhagavad-Gita direkte Anweisungen für den Anhänger des Yoga, d. h. für den Yogi. So heißt es im 5. Kapitel: „Sich lösend von der Außenwelt, starr auf die Nasenwurzel (Nasikagra) schauend – Den Hauch und Aushauch (Ein-/Ausatmung) regelnd gleich, die durch der Nase Innres gehen.“ (Vers 27)
Vers 28 wendet sich den spirituellen Zielen zu: „Zügelnd die Sinne, Herz und Geist, ganz der Erlösung zugewandt – Befreit von Wünschen, Furcht und Zorn, so ist für immer er erlöst.“
Im 6. Kapitel geht es um Versenkung (Dhyana) und die richtige Lebensweise:
In Vers 10 heißt es: „Der Yogi soll beständig sich mühen in der Einsamkeit – Allein, bezähmend Sinn und Selbst, nichts hoffend, ohne Besitz“.
Die Verse 11–13 des 6. Kapitels enthalten Anweisungen zur Sitzhaltung und sogar zur Sitzunterlage. 12„Den Geist auf einen Punkt gerichtet, zügelnd Denken, Sinne und Tun – sich setzend auf den Sitz übe er Andacht zur Reinigung seiner selbst. 13Gleichmäßig Körper, Nacken, Haupt unbewegt haltend, bleibe er fest – Schauend auf seine Nasenwurzel, nicht blicke er hier und dorthin aus“.
Die Verse 33–34 gehen auf religiöse Konzepte ein. Arjuna gibt zu bedenken, dass der Geist so schwer zu zügeln sei wie der Wind, und Krishna antwortet ihm, dass man den Geist durch Anstrengung und Entsagung disziplinieren könne. Dann fragt Arjuna, was denn mit den Menschen sei, die sich nicht zügeln können, ob die auf immer verloren seien. Krishna tröstet ihn mit dem Hinweis auf die Reinkarnation als weitere Chance, Samadhi zu erreichen.

## Yoga und Religion
Auch wenn die Wurzeln im Hinduismus und Buddhismus liegen, wird Yoga von Menschen unterschiedlicher Religionen und Weltanschauungen praktiziert. Obwohl die Motivation eigentlich darin besteht, spirituelle Ziele zu verfolgen und zur Erleuchtung (Moksha) zu finden, gilt dies in Europa und Nordamerika nur bedingt. In den Yamas und Niyamas lassen sich einige Parallelen zu den Geboten des Christentums, Judentums und des Islams feststellen. In Anlehnung an eine Lehre der Upanishaden betrachten Yogis die Weltseele (vgl. Brahman/Atman) als universelles Prinzip, das alle Lebewesen verbindet und ihnen gemeinsam innewohnt. Aus den historischen Wurzeln heraus haben das Karma-Konzept und die Reinkarnationslehren Yoga beeinflusst. Im islamischen Kulturkreis finden sich Parallelen zum Yoga im Sufismus, der islamischen Mystik. Die Yoga-Philosophie Patanjalis unterscheidet sich durch eine theistische Orientierung von der in vielen Punkten ähnlichen Samkhya-Lehre, in der der Glaube an einen Gott (im religiösen Sinne) keine Rolle spielt.

## Das Yoga-Konzept
Yogaübungen verfolgen heute zumeist einen ganzheitlichen Ansatz, der Körper, Geist und Seele in Einklang bringen soll. Vor allem in den westlichen Ländern wird Yoga häufig in Unterrichtseinheiten vermittelt. Eine solche kombiniert Asanas, Phasen der Tiefenentspannung, Atemübungen sowie Meditationsübungen. Die Ausübung der Asanas soll das Zusammenspiel von Körper, Geist, Seele durch einen kontrollierten Atem und Konzentration verbessern. Angestrebt wird eine verbesserte Vitalität und gleichzeitig eine Haltung der inneren Gelassenheit.
In der ursprünglichen Yogalehre ist Yoga ein Weg der Selbstvervollkommnung, zu dem unter anderem gehört, die Begierden zu zügeln und Methoden der Reinigung auszuüben. Der spirituelle Hintergrund des Yoga differiert bei verschiedenen Schulen erheblich, er entspringt verschiedenen Wurzeln im asiatischen Raum, und die Lehrmeinungen waren einer geschichtlichen Entwicklung unterworfen. Daher gibt es sehr unterschiedliche Sichtweisen über den Sinn von Yoga und unterschiedliche Herangehensweisen.
Nach einer traditionellen Auffassung, die vorwissenschaftliche und spirituelle Elemente vereinigt, soll Yoga durch die Kombination von Körperhaltungen, Bewegungsabläufen, inneren Konzentrationspunkten, Atemführung sowie dem Gebrauch von Mantras (Meditationsworten oder Klangsilben) und Mudras (Körperhaltungen in Verbindung mit Bandhas oder Handgesten/„Fingeryoga“) die Lebensenergie (Kundalini) stimulieren, sodass sie beginnt, durch die Sushumna innerhalb der feinstofflichen Wirbelsäule zu den Chakren (Energiezentren) aufzusteigen.

## Moderner Yoga

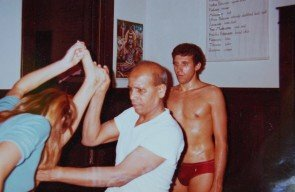
Krishna Pattabhi Jois mit Schülern in den 1980er Jahren

In der ersten Hälfte des 20. Jahrhunderts begann Bhawanrao Shriniwasrao Pant Pratinidhi, der letzte Raja des Fürstenstaats von Aundh, damit, eine bestimmte Reihenfolge von Yogaübungen zu praktizieren und später auch im Rahmen des schulischen Unterrichts für Schüler verpflichtend vorzuschreiben. Diese Übungen wurden als Sonnengruß bezeichnet und auch mittels eines vom Raja verfassten Buchs verbreitet. Sein Anleitungsbuch war auch im Westen verbreitet.
In der zweiten Hälfte des 20. Jahrhunderts hat sich ein nicht an eine einzelne Schule gebundener Typus von Yoga herausgebildet. Im „modernen Yoga“ liegt der Schwerpunkt in der Praxis des Yoga, die eher meditativ oder eher körperbezogen sein kann. Unter Hinweis auf die positiven Auswirkungen der Übungspraxis betrachtet man Yoga als individuelle Bereicherung oder als Beitrag zur persönlichen Entwicklung, weitgehend unabhängig von religiösen oder weltanschaulichen Überzeugungen des Schülers. Gurus und Doktrinen werden im Gegensatz zum traditionellen Yoga geringe Bedeutung zugeschrieben.
Die körperlich orientierte Übungspraxis, der moderne Hatha Yoga, kam laut Christian Fuchs erst in den 1920er und 1930er Jahren auf: „In Berlin und Budapest haben sich erste Schulen gebildet. Ab den 1960er Jahren, als die New-Age-Bewegung ins Rollen kam, verstärkte sich das Interesse an der körperlichen Übungspraxis. Bis zum Anfang der 1990er Jahre hatte die ganze Yoga-Bewegung ein spirituelles Vorzeichen“. Mit dem Aufkommen der US-amerikanischen Yogaformen in Deutschland sei der Fitness-Aspekt in den Vordergrund gerückt.
Es werden wenig Verhaltensvorschriften aufgestellt, die Regeln sind für die Schüler eher Empfehlungen ohne verpflichtenden Charakter. Yoga wird nicht als philosophisches System gelehrt, stattdessen gibt es eine Tendenz zu einer empirischen Herangehensweise. Methoden zur Reinigung werden im Hinblick auf gesundheitsfördernde Wirkungen bewertet (siehe Shat-Kriyas). Im Zusammenhang mit der Betonung des Trainingseffektes von Yoga auf Körper und Geist wird gelegentlich an Auffassungen der Psychosomatik angeknüpft.
Der Anthropologe Peter van der Veer hat die Entstehung des modernen Yoga im Westen untersucht und stellte dabei Unterschiede zur spirituellen Fundierung traditioneller indischer Yoga-Praktiken fest.
2022 verfluchte Antonia Baum Yoga im Zeit Magazin Dezember 2022 als von „aggressiver Sanftheit ummantelte, westlich kolonialisierte, neoliberale systemerhaltende Ego Sportart“.

## Yoga-Schulen und -Richtungen

### Hatha Yoga (körperbetont)
Der westliche Sprachgebrauch fasst eher körperbetonte Yoga-Praktiken unter dem Oberbegriff Hatha Yoga zusammen. Hatha Yoga wurde ab der ersten Hälfte des 20. Jhdt. wesentlich von T. Krishnamacharya und seinen Kindern und Schülern bekannt gemacht. Eine Richtung des Hatha Yoga in Europa und Nordamerika ist Iyengar Yoga, eine sehr körperbetonte Art, bei der bei Bedarf auch einfache Hilfsmittel eingesetzt werden, um Ungeübten das Ausführen der Übungen zu erleichtern. Die Hilfsmittel, auch Yoga Props genannt, unterstützen zugleich das Anliegen, sehr genau und subtil zu arbeiten. Sie unterstützen zudem Personen mit körperlicher Beeinträchtigung bei der Ausführung der Übungen.

### Art of Living
Sri Sri Ravi Shankar, der 1981 die Art of Living gründete, hat eine Reihe von verschiedenen Workshops verfasst. Die weltweit über 20.000 Lehrer unterrichten in den Art of Living Workshops einen modernen Mix aus Yoga als Körperübungen, Atemtechniken (Pranayama) und praktisch anwendbarer Philosophie. Es werden mantrabasierte Meditationskurse, Stille-Retreats, reine Yogaasanas und Wissensworkshops geleitet. Sri Sri hat verschiedene Yoga-Reihen entwickelt, vom Padma Sadhana bis zum Purna Yoga. Die Essenz ist aber die Sudarshan Kriya, eine als „reinigend“ beschriebene Atemtechnik, die alle sieben Ebenen der Existenz in Harmonie bringen soll.

### Sivananda Yoga und andere „integrierende“ Systeme
Der ab 1957 international verbreitete Sivananda Yoga geht zurück auf die beiden Yogameister Swami Sivananda und Swami Vishnudevananda. Es handelt sich um klassischen ganzheitlichen Yoga, der alle bekannten Yogasysteme integriert. Der Kundalini-Yoga nach Yogi Bhajan setzt den Schwerpunkt auf die Erweckung und Lenkung der Kundalini-Energie. Eine stärker spirituell ausgerichtete Yogaschule ist z. B. Tibetischer Yoga. Der Marma Yoga betont den Selbsterfahrungsaspekt der Übungen. Technisch präzise eingenommene Haltungen werden als ein „Test“ angesehen, bei dem man seinem Körper die Möglichkeit gibt, zu „sprechen“, und über diese Reflexion die Übungen anpasst.

### Yoga ohne körperliche Übungen
Beim Jnana Yoga und dem Yoga der Stille steht das Streben nach Selbsterkenntnis der letzten Wahrheit, ohne körperliche Übungen, im Vordergrund. Mit Kum Nye gibt es einen buddhistischen Heilyoga und mit Yantra Yoga einen tibetischen Yoga, der als Meditationsunterstützung eingesetzt wird. Tibetischer Traumyoga erweitert den Anwendungsbereich geistig-yogischer Übungen auf den Bereich des Schlafs. Der Kriya Yoga geht auf Paramahansa Yogananda zurück.

### Synthesen und Innovationen
Eine Synthese und Weiterentwicklung der klassischen Yogaausprägungen finden im Integralen Yoga von Aurobindo statt.
Zusätzlich zu den traditionellen Richtungen werden besonders im Zuge des Fitness- und Wellness-Trends immer wieder „neue“ Yoga-Arten kreiert, so dass mittlerweile eine fast unüberschaubare Anzahl unterschiedlicher Yoga-Schulen existiert. Power Yoga, eine aus Amerika kommende Richtung, die aus dem alten Ashtanga (Vinyasa) Yoga abgeleitet ist, ist einer dieser modernen Yoga-Stile. Zu den jüngsten Richtungen dieser Entwicklung gehört der Bikram Yoga, ein körperlich fordernder Yoga bei hohen Raumtemperaturen. Der dynamische Jivamukti Yoga, bei dem meist zu Musik geübt wird, entstand in New York. Auch Mischformen können entstehen, so werden mittlerweile Yogilates Kurse angeboten, die aus einem Mix aus Yoga- und Pilates-Übungen bestehen. Das Lachyoga verdankt seinen Ursprung den Selbstversuchen des Wissenschaftsjournalisten Norman Cousins.

### Yoga, Feminismus und neue religiöse Bewegungen
In der Frauenbewegung entstanden in den 1990er Jahren innerhalb der Frauenprojektekultur eigene Gestaltungsvariationen von Yoga. Veröffentlicht wurden Materialien zu Luna- und Yabluga-Yoga.
Außerdem gibt es neue religiöse Bewegungen, die sich als Yogaweg definieren und traditionelle Elemente des Yoga aufgreifen, so z. B. Sahaja Yoga oder Surat Shabd Yoga.
Eine dieser Bewegungen ist auch die Brahma Kumaris World Spiritual University (BKWSU). Diese spirituelle Bewegung, 1936/37 gegründet, mit mehreren hunderttausend Mitgliedern und Hauptsitz in Mount Abu, Rajasthan, Nordindien, vermittelt einen geistigen Yoga, der körperliche Übungen nicht betont. Dieser Raja Yoga der Brahma Kumaris ist eine stille Meditationsform mit dem Ziel, eine Verbindung zwischen dem Yogi und dem Höchsten Selbst herzustellen.
Von Boris Sacharow (dem Schüler Swami Sivanandas und einem der Wegbereiter des Yoga im Westen) stammt folgendes Zitat: „Von Tag zu Tag schießen neue Yogapilze aus dem durch üppige Phantasie übersättigten Boden der Orientalistik, und es werden neue Namen zutage gefördert wie Sattva Yoga, Buddhi Yoga, Purna Yoga usw. – als ob die klassischen Yoga-Arten, wie man die ersten fünf zu nennen pflegt (nämlich Karma, Bhakti, Hatha, Raja und Jnana), nicht vollauf genügt hätten.“

### Anbieter, Lehrer, Verbände, Zeitschriften
In Deutschland bieten Volkshochschulen und andere öffentliche Bildungseinrichtungen Yogakurse zu verschiedenen Formen des Yoga an, sie sind von einzelnen Yogaschulen und Organisationen und deren religiösen und weltanschaulichen Auffassungen unabhängig. Meist leiten ausgebildete Yogalehrer die oft von Krankenkassen unterstützten Kurse.
Die Auswahl und Beurteilung der Yogalehrer und Yogarichtungen sind jedoch umstritten und teilweise ungeklärt. Die Ausgabe von Diplomen ist ausschließlich Hochschulen erlaubt.
Daneben gibt es Illustrierte mit Anzeigen und redaktioneller Werbung – Yoga Aktuell, eine zweimonatlich erscheinende Zeitschrift, sowie das Yoga Journal. Die Verbände bringen kleine Zeitschriften heraus. Das zweimal jährlich erscheinende Yoga Vidya Journal und dessen Eigen-Werbewiki dokumentieren auch zunehmend marktorientiertes Yoga.
Laut der Allensbacher Markt- und Werbeträger-Analyse machen in Deutschland 3,4 Millionen Menschen „regelmäßig Yoga“. Weitere 8 Millionen machen demnach gelegentlich Yoga-Übungen.

## Yoga und Gesundheit
Grundsätzlich werden Yoga einige positiv bewertete Effekte sowohl auf die physische als auch auf die psychische Gesundheit zugeschrieben. Seit den 2000er Jahren findet vermehrt medizinische Wirksamkeitsforschung zu Yoga statt. Gemessen an der Anzahl jährlicher wissenschaftlicher Publikationen übersteigt das medizinische Forschungsinteresse an Yoga inzwischen das medizinische Interesse an anderen komplementärmedizinische Körper-Geist-Methoden wie Tai Chi oder Feldenkrais. Trotz der hohen Anzahl an jährlich durchgeführten Wirksamkeitsstudien ist die Studienlage uneindeutig, da viele durchgeführte Studien unpräzise sind oder wissenschaftlichen Anforderungen nicht entsprechen.
Yoga kann unter bestimmten Umständen verschiedene Krankheitsbilder lindern oder vorbeugen, etwa Durchblutungsstörungen, Schlafstörungen, nervöse Beschwerden (Angst und Depression), chronische Kopfschmerzen oder Nackenschmerzen. Bei chronischen Rückenschmerzen hilft Yoga wahrscheinlich nicht.
Der Nutzen von Yoga bei Krankheit und zur Erhaltung der Gesundheit wird unterschiedlich bewertet. In Deutschland können Kosten für Yogakurse von den Krankenkassen vor allem im Rahmen des Präventionsprinzips der Vermeidung spezifischer Risiken und stressabhängiger Krankheiten erstattet werden (Handlungsleitfaden der Krankenkassen nach § 20 Abs. 1 und 2 SGB V). Der gesundheitsfördernde Aspekt wird in den verschiedenen Yogarichtungen unterschiedlich gewichtet. Zum Teil wird er lediglich als eine Begleiterscheinung angesehen, manchmal ist er zentraler Punkt der Herangehensweise, beispielsweise im Rahmen von Angeboten zur Betrieblichen Gesundheitsförderung. Aufgrund dieser unterschiedlichen Herangehensweisen und unterschiedlicher Interpretationen des Yogabegriffs (bspw. körperliche Yogastellungen, Atemtechniken, Meditation, philosophische Geistesschule) basieren Gesundheitsversprechen häufig auf Werbeaussagen von Yogaanbietern. Fehlende Standardisierungen in medizinischen Wirksamkeitsstudien erschweren darüber hinaus generalisierbare Aussagen über das Wirkprinzip von Yoga.

## Yoga und vaginale Gesundheit
Einige wissenschaftliche Studien und Übersichtsarbeiten weisen darauf hin, dass Yoga eine regulierende Wirkung auf den weiblichen Hormonhaushalt und die vaginale Gesundheit haben kann. Insbesondere bei Beschwerden wie Leucorrhoe (vermehrtem, nicht infektiösem vaginalem Ausfluss) zeigt der gezielte Einsatz von Yoga-Übungen eine mögliche unterstützende Wirkung. Durchblutungsfördernde Asanas, Atemübungen (Pranayama) und Entspannungstechniken wie Yoga Nidra können das vegetative Nervensystem beruhigen, Stress reduzieren und die Beckenbodenmuskulatur stärken. Studien in Indien und Iran berichten zudem über positive Effekte regelmäßiger Yogapraxis auf den Zyklusverlauf, prämenstruelle Beschwerden und die Sekretionsaktivität im Vaginalbereich.